# Jókő

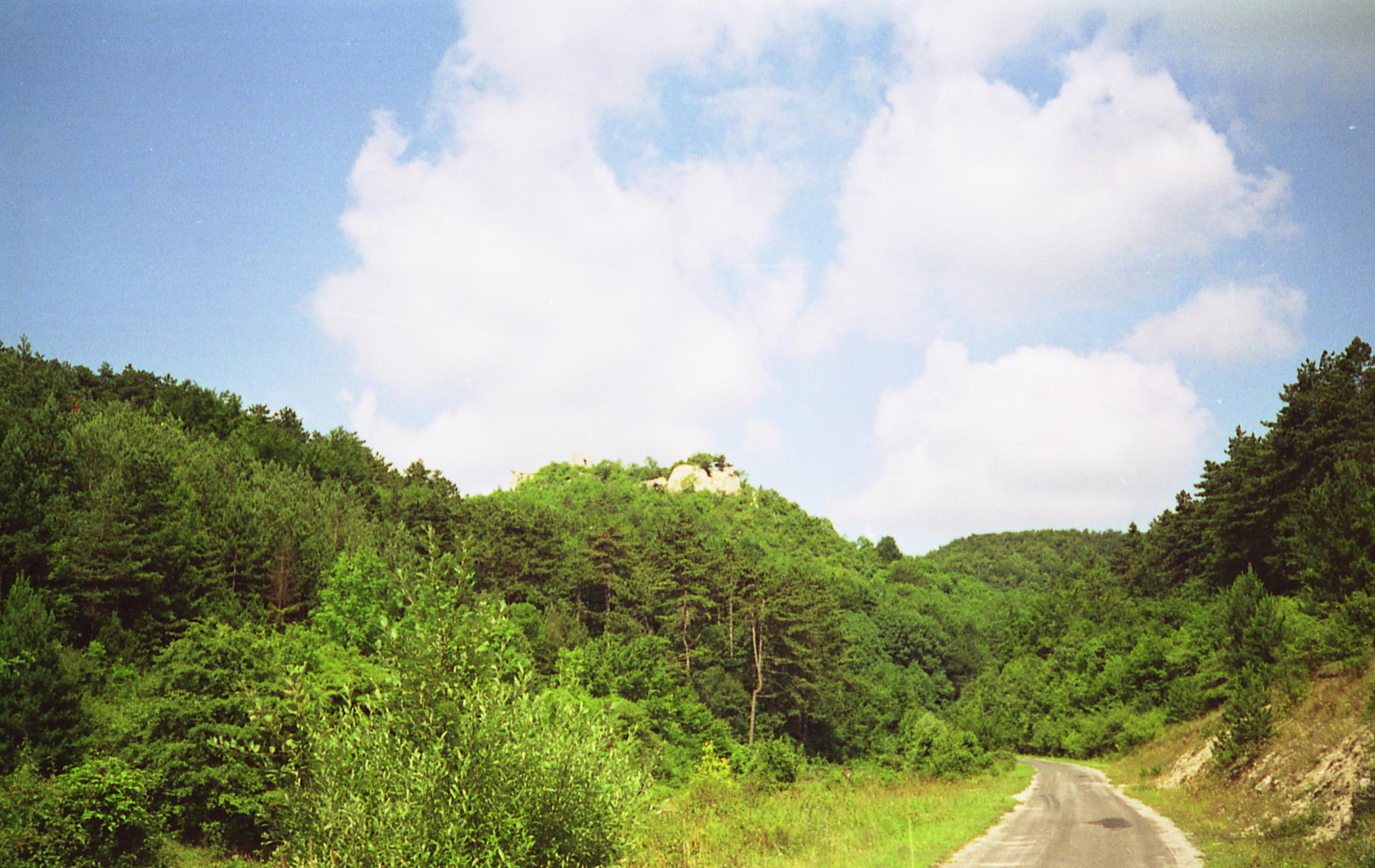
Jókő várának romjai

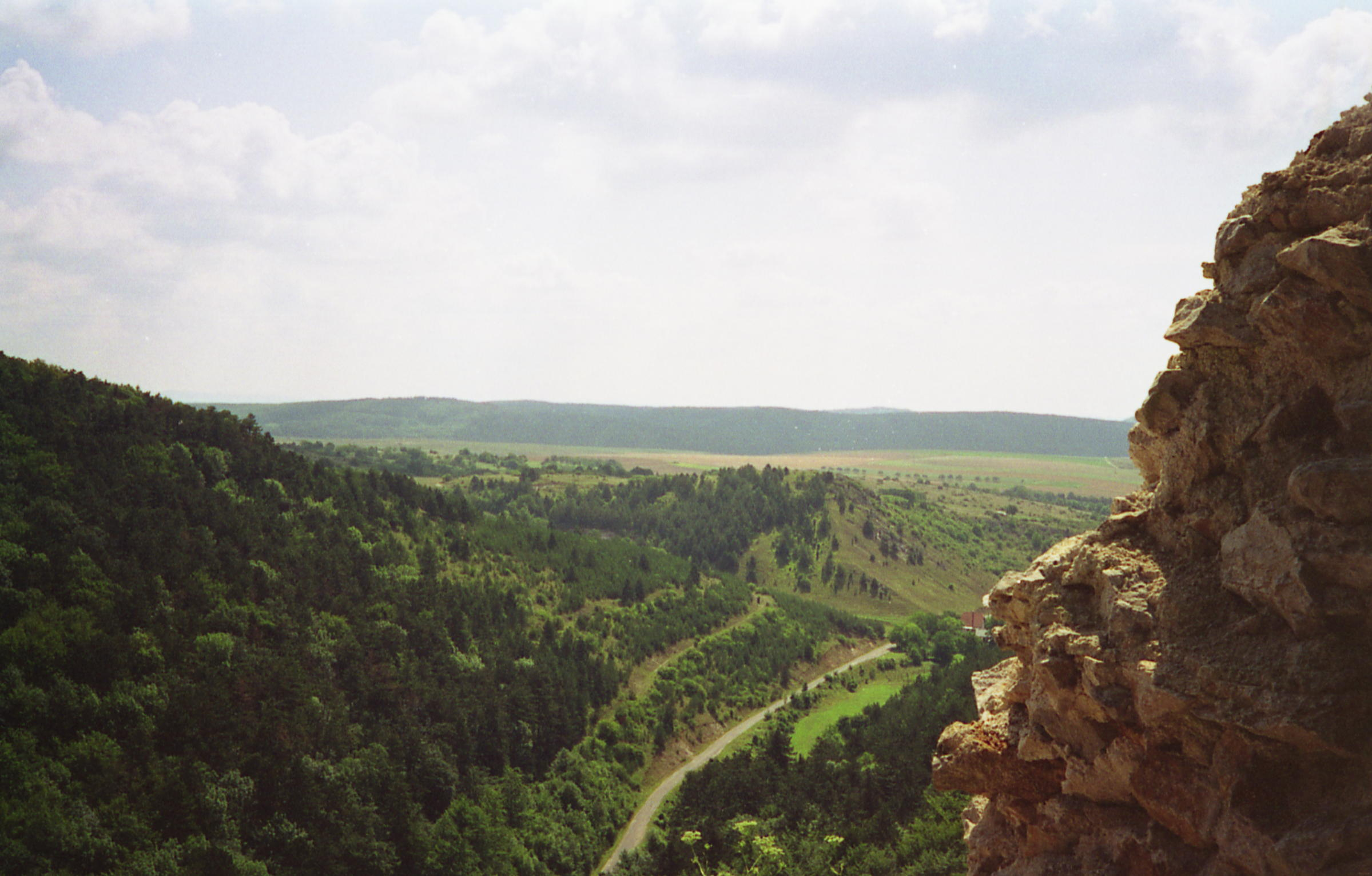
Kilátás a várból

Jókő (szlovákul Dobrá Voda, németül Guttenstein bzw. Gutwasser, latinul Bona Aqua) község Szlovákiában, a Nagyszombati kerület Nagyszombati járásában.

## Fekvése
Nagyszombattól 25 km-re északra, a Kis-Kárpátok északi részén, a hegyekkel és erdőkkel övezett Jókői-völgy délkeleti részén fekszik. A Bláva patak folyik át rajta.

## Nevének eredete
A települést az északi határában emelkedő hegyen épült vár neve alapján nevezték el.

## Története
A falu területén valószínűleg már a 9. században szláv település volt, melyet később is folyamatosan laktak. Írott forrásokban a 11. században tűnik fel először.
A település története szorosan kapcsolódik a felette emelkedő várhoz. Jókő várát a 13. században az Abák építették. Első említése 1262-ben „Dobrawoda" alakban történik. Királyi vár, 1386-ban morva zálogbirtok. 1390-ben Zsigmond király visszafoglalta, 1394-ben hívének, Stíbornak adta. 1434-től ismét a királyé, majd 1436-tól a Guti Országh családé. Később több birtokosa is volt, többek közt a Losoncziak és a Pálffyak. Legutóbb 1657-ben bővítették. A 18. században Erdődy János még lakta, majd romladozni kezdett, villámcsapás is érte. 1830-ban még rabokat őriztek itt, majd a 19. században a Pálffyaké, falai aránylag jó állapotban állnak.
A 18. század végén Vályi András így ír róla: „JÓKŐ. Mező Város, és Vár Nyitra Várm. földes Ura G. Erdődy Uraság, lakosai katolikusok, fekszik Vitentzhez, és Lancsárhoz sem meszsze; a’ Vár pedig, melly egyszersmind ez Uradalomnak feje, fekszik a’ Várostól fél órányira, egy nagy magos hegyen; leg inkább a’ hajdúk laknak benne. Nevezetes a’ Városbéli forrás, mellynek Marias a’ neva: hanem a’ folyó vizet Blavának nevezik, melly sok malmokat hajt; fája tűzre, és épűletre van, malma helyben, legelője tágas, réttyei jók."
A 19. század közepén Fényes Elek eképpen írja le: „Jókő, (Dobra Vodo, Gutenstein), tót mv., Nyitra vmegyében, kősziklás hegyek közt egy mély völgyben, N.-Szombathoz 2, Nyitrához 5 mfldnyire. Számlál 1445 kath., 15 zsidó lak., kik földmivelésből, cserépedény-csinálásból s mesterségekből élnek. Határa hegyes; földjei homokosak; erdeje nagy s tele vadakkal. F. u. Erdődy Józsefné; – e város feje egy uradalomnak."
Borovszky monográfiasorozatának Nyitra vármegyét tárgyaló része szerint: „Jókő nagyközség, a Kis-Kárpátokhoz csatlakozó Fehér-hegységben, a Blava-völgyben. Lakosainak száma 1204, akik tótajkuak és r. kath. vallásuak. Postája Dejte, táviró- és vasúti állomása Nagy-Szombat vagy Jablonicz. Jókő községet tótul Dobra-voda-nak (jó víz) nevezik, kitünő hidegvizü forrásai után, melyek nagy számban fakadnak itt. Negyvenkettőt ismernek e forrásokból. Köztük legnevezetesebb a templom melletti sziklából fakadó Blava-forrás, mely a Blava-patak kútfeje. Van egy időszaki forrása is. Lakosai nagyrészt agyagedény-készítéssel, kőfaragással, kötélveréssel és mészégetéssel foglalkoznak. Mészégető-telepük érdekes és egész kis falut képez. Földesurai voltak 1394-ben Stibor vajda, 1434-ben korona-birtok volt, 1436-ban Országh Mihály, a XVI. század elején Losonczy István, 1583-ban Ungnád Kristóf, a XVII. században Tököly István, 1824-ben Erdődy József gróf, 1855 óta a birtok a Pálffyaké. A község temploma előtt egy kőoszlop áll, annak emlékére, hogy a Mátyás király hadai elől menekülő Svehla nevü cseh hadvezért a jókőiek elfogták, amiért Mátyás király a községet mezővárosi rangra emelte; az ezzel járó kiváltságokat III. Ferdinánd, I. Lipót és III. Károly feltételesen megerősítette. A község egy XVII. századbeli érdekes, községi birtokkönyvet őrizett meg. Jókő régi temploma csúcsives stilü volt és körülbelül a jelenlegi templom helyén állott. Roskadozó állapota miatt a múlt század végén lebontották s helyébe e század elején építették a mai templomot. A helység közelében, nyugotra, a Szt.-Háromság kápolna áll, melyet Paulovits György jókői lakos 1730-ban építtetett. A plébánia könyvtára egy érdekes kéziratot őriz. Ez az efezusi Xenofonnak az efezusi Abrakomaz és Anthia példás szeretetéről szóló görög munkájának Fodor Gerzson által 1781-ben végzett magyar fordítása. A községben kórház is van, melyet Laczkovics Márton jókői esp. plébános alapított. A temetőben nyugszik Holly János, tót költő, aki az elsők közt volt, kik a nagy Szlávia eszméjét hangoztatták. Közel a városhoz, ettől nyugotra, magas hegytetőn áll a híres jókői vár, mely még romjaiban is imponál. Meredek hegyfalak közé ékelt mély völgy vezet oda. Ebben a várban székeltek a nagy jókői uradalom hatalmas urai: Stybor vajda, guthi Országh Mihály, Losonczy István, Choron János, Ungnád Kristóf, a Forgáchok, Erdődyek, Thurzók, Pálffyak. Történeti szerepléséről más helyen szólunk bővebben."
1906-ban földrengés rázta meg a települést. A trianoni diktátumig Nyitra vármegye Pöstyéni járásához tartozott.

## Népessége
| Év:            | 1994. | 2004.   | 2014.   | 2024.   |
| -------------- | ----- | ------- | ------- | ------- |
| Emberek száma: | 855   | 841     | 810     | 795     |
| Eltérés:       |       | -1,63 % | -3,68 % | -1,85 % |

| Év:            | 2023. | 2024.   |
| -------------- | ----- | ------- |
| Emberek száma: | 787   | 795     |
| Eltérés:       |       | +1,01 % |

1910-ben a falunak 1433, túlnyomórészt szlovák lakosa volt.
2011-ben 831 lakosából 803 szlovák.

## Nevezetességei
Határában, központjától 1,5 km-re északra, 360 m magas hegytetőn állnak Jókő várának emeletnyi magas maradványai. Erről Fényes Elek így ír: „1/2 órányira a várostól meglehetős épségben láthatni egy régi hegyen lévő várat, mellyet a köznép templariusok lakhelyének tart, most pedig egy urasági tömlöcztartó több hajdukkal lakik benne; minthogy az itteni erős fogházak végett a gr. Erdődyné minden uradalmaiból levő rabok itt tartatnak. A várhegy éjszaki oldalában van egy meglehetős nagyságu üreg, hol hajdan egy remete több esztendeig élősködött. Az oltárt, a tűzhelyet, s egy hosszu padot, mind kősziklába vágva most is meg lehet különböztetni. Végre emlitést érdemel itten a Bláva vizének eredete, t. i. azon kősziklának alján, mellyen a k. paroch. templom épült, több források fakadnak fel, és egy közülök emberkar vastagságnyira, s mindnyájan egy tóban gyülnek öszve. Vize ezen tónak sohasem fagy be, a legnagyobb melegben hideg, s olly nyomása van, hogy kifolyásától nem messze már malmot hajthat."

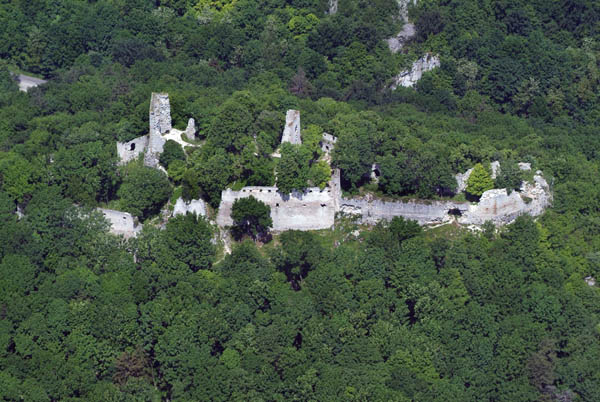
A vár légifotója
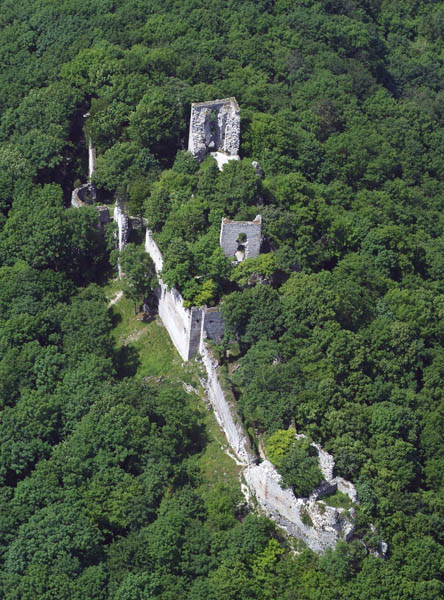

## Híres emberek
A faluban élt és dolgozott Ján Hollý szlovák író, költő. A plébánia épületében emlékszobája található.